# Ловер-Маганой Тауншип (округ Нортамберленд, Пенсільванія)
Ловер-Маганой Тауншип (англ. Lower Mahanoy Township) — селище (англ. township) в США, в окрузі Нортамберленд штату Пенсільванія. Населення — 1626 осіб (2020).

## Демографія
Згідно з переписом 2010 року, у селищі мешкало 1709 осіб у 697 домогосподарствах у складі 511 родини. Було 779 помешкань
Расовий склад населення:
| - 98,4 % — білих - 0,2 % — чорних або афроамериканців - 0,1 % — корінних американців - 0,1 % — азіатів |

До двох чи більше рас належало 1,0 %. Частка іспаномовних становила 0,8 % від усіх жителів.
За віковим діапазоном населення розподілялося таким чином: 21,1 % — особи молодші 18 років, 60,4 % — особи у віці 18—64 років, 18,5 % — особи у віці 65 років та старші. Медіана віку мешканця становила 44,6 року. На 100 осіб жіночої статі у селищі припадало 100,8 чоловіків;  на 100 жінок у віці від 18 років та старших — 102,2 чоловіків також старших 18 років.
Середній дохід на одне домашнє господарство  становив 68 022 долари США (медіана — 51 875), а середній дохід на одну сім'ю — 78 911 долар (медіана — 66 125). Медіана доходів становила 45 750 доларів для чоловіків та 41 250 доларів для жінок. За межею бідності перебувало 8,3 % осіб, у тому числі 20,6 % дітей у віці до 18 років та 6,5 % осіб у віці 65 років та старших.
Цивільне працевлаштоване населення становило 701 особа. Основні галузі зайнятості: освіта, охорона здоров'я та соціальна допомога — 23,3 %, виробництво — 15,4 %, роздрібна торгівля — 10,6 %, сільське господарство, лісництво, риболовля — 9,7 %.